# Премантурски шкољић
Премантурски шкољић је ненасељено острвце у хрватском делу Јадранског мора у акваторији општине Медулин.
Острво је једно од 7 острва која се налазе пред, односно у Медулинском заливу, пред улазом у мали залив Помер око 1 км северозападно од насеља Помер. Површина Премантурског шкољића износиоси 0,019 км². Дужина обалске линије је 0,53 км.. Највиши врх на острву је висок 11 метара.